# 德国国家考试
德國國家考試（德語：Staatsexamen），是德國政府針對專門職業科系的大學高年級學生所舉辦的畢業及職業證照考試。在德國，就讀醫學、藥學、法學、食品科學、師範教育等科系的學生，在完成4-6年的大學課程，並完成一篇畢業論文後，得以參加第一次國家考試。獲得通過後，必須實習18至24個月後，才能參考第二次國家考試。第二次考試通過後，始能獨立工作或開業。